# Comité Para
Het Comité Para, voluit Comité belge pour l'Analyse Critique des parasciences ("Belgisch Comité voor de Kritische Analyse van Parawetenschappen") is een Franstalige Belgische skeptische vereniging zonder winstoogmerk. Het Comité Para is in 1948 opgericht en ziet zichzelf als de grondlegger van de skeptische beweging. Het motto van de skeptische groep (afkomstig van Robert Rendu) is Ne rien nier a priori, ne rien affirmer sans preuve ("Niets op voorhand ontkennen, niets bevestigen zonder bewijs".
"Comité Para" stond oorspronkelijk voor Comité Belge pour l'Investigation Scientifique des Phénomènes Réputés Paranormaux ("Belgisch Comité voor Wetenschappelijk Onderzoek naar Vermeende Paranormale Fenomenen") tot het op 19 juni 2014 zijn huidige naam aannam.

## Geschiedenis
Het betwisten van paranormale verschijnselen begon al lang voor de oprichting van het Comité Para. In de 19e eeuw woedde bijvoorbeeld het debat over het spiritisme, het bestaan van geesten. De illusionist Harry Houdini (1874–1926) wordt door skeptici gezien als een ontmaskeraar van mediums en wordt derhalve heden als een van de stichters van de moderne skeptische beweging beschouwd.
In januari 1947 ontstond er discussie om een comité te vormen dat regelmatig experimenten met wetenschappelijke controle zou uitvoeren om uitzonderlijke beweringen te toetsen. Dit gebeurde nadat een groep academici werd uitgedaagd om de geldigheid van radiësthesie aan te tonen (de resultaten waren negatief). De vereniging werd op 15 januari 1949 opgericht door zeventien leden waaronder de astronoom Sylvain Arend en officieel geregistreerd als vereniging zonder winstoogmerk op 4 juni 1949. De organisatie was deels een antwoord op de naoorlogse opmars van charlatans.

Formed in the terrible aftermath of the Second World War, the Belgian group was created partly in response to a pressing consumer protection problem. ... a predatory industry of bogus psychics was selling false hope to the grieving relatives of people who had gone missing during the war.
(Vertaald: Opgericht in de verschrikkelijke nasleep van de Tweede-Wereldoorlog, ontstond de Belgische groep gedeeltelijk als een reactie op een dringend probleem wat betreft consumentenbescherming. ... een uitbuitende industrie van nepmediums die valse hoop verkochten aan rouwende verwanten van zij die vermist raakten tijdens de oorlog.)
— Daniel Loxton

 Het Comité Para probeerde de strijd aan te binden tegen helderzienden, astrologen, wichelroedelopers, enz.
In 1976 speelde het Comité Para een rol in het debat rond het vermeende Marseffect, de veronderstelling van Michel Gauquelin dat astrologische invloed bewezen was. Dit gaf niet enkel een impuls aan het wetenschappelijk skepticisme in België. De inmenging Comité Para in dat debat inspireerde ook de filosoof Paul Kurtz tot de oprichting van een skeptische organisatie in de Verenigde Staten in 1976, het Committee for Skeptical Inquiry. Daarmee werd de moderne skeptische beweging internationaal.
Het Comité was formeel tweetalig, maar werd na een sluimerend bestaan voortgezet door vrijwel uitsluitend Franstalige leden, veelal astronomen. Toen in 1976 leraar Jean-Marie Gantois binnen de Nederlandstalige Vereniging voor Sterrenkunde (VVS) de werkgroep Prometheus oprichtte, die in de loop van de jaren 1980 naast astrologie en ufologie ook andere pseudowetenschappen op zich nam, ontstonden er discussies of Prometheus nog wel binnen de VVS paste. Er werd voorgesteld om collectief toe te treden bij het Comité Para, waarvan enkelen al lid waren, maar het Comité meende dat er beter een aparte Nederlandstalige vereniging kon worden opgericht. Zo ontstond het Vlaamse SKEPP in 1990 als zustervereniging van het Comité.
Vertegenwoordigd door Arlette Fougnies werd het Comité Para een stichtend lid van de European Council of Skeptical Organisations (ECSO) in 1994.

## Leden
- Jean Champenois is een voormalig spiritmedium (werd goochelaar en skepticus, in de lijn van Harry Houdini, James Randi en ook Gérard Majax), die heden skeptische conferenties over dit onderwerp organiseert. Hij gebruikt zijn talenten als goochelaar om de techniek na te bootsen die mediums gebruiken om hun publiek ervan te overtuigen dat ze in contact kunnen treden met de doden.
- Jean Dommanget (1924–2014) was astronoom en lange tijd voorzitter van het Comité, die de leiding nam in vele astrologie- en wichelarij-experimenten.[7]
- Jacques Van Rillaer is auteur van Les Illusions de la Psychanalyse (1980) en co-auteur van Le Livre Noir de la psychanalyse (2005), waarin de theorieën van Sigmund Freud worden bekritiseerd als pseudowetenschappelijk.[8]

## Publicaties
- Comité Para (Ed.) (2005). La science face au défi du paranormal. Brussel: Relie-Art.
- Nouvelles Sceptiques (tot en met 2009 Nouvelles Brèves genaamd[9]), fanzine bedoeld voor leden.

ARP-SAPC · Association for Skeptical Enquiry (ASKE) · Association française pour l'information scientifique (AFIS) · Center for Inquiry (CFI) · Círculo Escéptico · Comcept · Comité Para · Committee for Skeptical Inquiry (CSI/CSICOP) · Het Denkgelag · Deutsche Gesellschaft zur Bekämpfung des Kurpfuschertums (DGBK) · Edinburgh Skeptics · European Council of Skeptical Organisations (ECSO) · Föreningen Vetenskap och Folkbildning (VoF) · Gesellschaft zur wissenschaftlichen Untersuchung von Parawissenschaften (GWUP) · Glasgow Skeptics · Good Thinking Society · Irish Skeptics Society · James Randi Educational Foundation (JREF) · Klub Sceptyków Polskich (KSP) · Merseyside Skeptics Society (MSS) · Obscestvo skeptikov · Observatoire Zététique (OZ) · Richard Dawkins Foundation for Reason and Science (RDF/RDFRS) · SKEPP · Skepsis ry · Society for Psychical Research (SPR) · The Skeptics Society · Stichting Skepsis · Vereniging tegen de Kwakzalverij (VtdK)